# 弓削駅
弓削駅（ゆげえき）は、岡山県久米郡久米南町下弓削下沖にある、西日本旅客鉄道（JR西日本）津山線の駅である。

## 歴史
- 1898年（明治31年）12月21日：中国鉄道本線（現・津山線）開業に伴い設置される[1]。
- 1944年（昭和19年）6月1日：中国鉄道鉄道部門が国有化され、国有鉄道津山線の駅となる[1]。
- 1971年（昭和46年）11月15日：貨物取扱廃止[1]。
- 1984年（昭和59年）2月1日：荷物扱い廃止[1]。
- 1985年（昭和60年）12月1日：駅員無配置駅となる[2]。
- 1987年（昭和62年）4月1日：国鉄分割民営化により西日本旅客鉄道の駅となる[1]。
- 1998年（平成10年）3月：駅待合室・トイレ・駅前の花壇を改修[3]。
- 2013年（平成25年）11月25日：岡山県立誕生寺支援学校のアンテナショップ「野の花ショップ夢元」が駅舎内で営業を開始する[4]。

## 駅構造

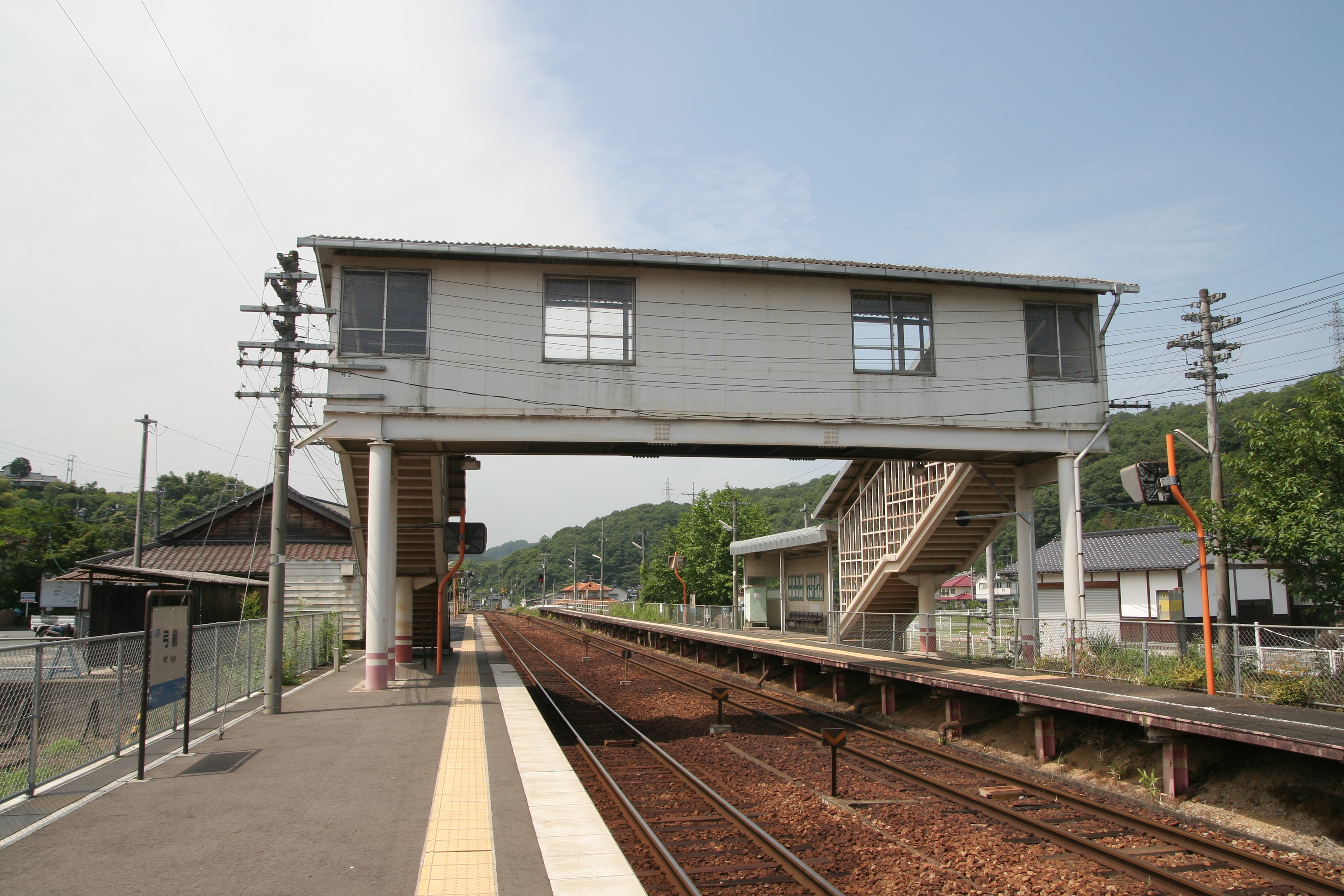
構内（2009年6月）

相対式ホーム2面2線を有し、交換設備と木造駅舎を有する地上駅である。貨物用切欠きホームがある。久米南町が保有する駅舎は2番のりば側にあり、反対側の1番のりばへの移動は、跨線橋を利用する。反対側のホームには待合室がある。便所は水洗式。木造駅舎を有する。
駅構内には町のマスコットキャラクターである河童（かっぱ）の「カッピー君」に纏わる様々なモニュメントが設置されている。
津山駅管理の簡易委託駅で、窓口が設置されている。
2013年（平成25年）11月、旧駅事務室を改装して、岡山県立誕生寺支援学校のアンテナショップ「野の花ショップ夢元（ゆげ）」が営業を開始した。毎週火・木の昼間に開店し、同校の学生が製作した手工芸品や農産物の販売や喫茶コーナーの営業が行われている。

### のりば
| のりば | 路線   | 方向 | 行先           | 備考                 |
| ------ | ------ | ---- | -------------- | -------------------- |
| 1      | 津山線 | 上り | 津山行き       | 行違い時のみ         |
| 2      | 津山線 | 上り | 津山行き       | 原則としてこのホーム |
| 2      | 津山線 | 下り | 福渡・岡山方面 |                      |

- 2番のりばを上下本線、1番のりばを上下副本線とした一線スルーとなっており、行違いがない限りは上下列車とも2番のりばに発着する。

## 利用状況
1日平均乗車人員は以下の通り。
| 乗車人員推移 | 乗車人員推移 |
| 年度         | 1日平均人数  |
| ------------ | ------------ |
| 1999         | 384          |
| 2000         | 364          |
| 2001         | 351          |
| 2002         | 350          |
| 2003         | 339          |
| 2004         | 323          |
| 2005         | 323          |
| 2006         | 316          |
| 2007         | 305          |
| 2008         | 301          |
| 2009         | 290          |
| 2010         | 252          |
| 2011         | 215          |
| 2012         | 196          |
| 2013         | 213          |
| 2014         | 221          |
| 2015         | 215          |
| 2016         | 208          |
| 2017         | 202          |
| 2018         | 203          |
| 2019         | 196          |
| 2020         | 161          |
| 2021         | 151          |

## 駅周辺
- 久米南町役場
- 弓削郵便局
- ハピーマート弓削店（スーパーマーケット）
- 久米南町立久米南中学校
- 国道53号
- 岡山県道52号勝央仁堀中線

## 隣の駅
西日本旅客鉄道（JR西日本）
 津山線
■快速「ことぶき」
亀甲駅 - 弓削駅 - 福渡駅
■普通（福渡駅 - 岡山駅間で快速となる「ことぶき」含む）
誕生寺駅 - 弓削駅 - 神目駅